# Patrik Hersley
Patrik Hersley, född 23 juni 1986, är en tidigare svensk ishockeyspelare (back). 
Hersley gjorde landslagsdebut i Channel One Cup i december 2013.

## Karriär
Hersley spelade sin juniorhockey i Malmö Redhawks olika juniorlag innan han fick kontrakt med Malmö Redhawks A-lag och spelade sin första elitseriematch som 18-åring. 
Han listades i femte rundan, nr 139 totalt av Los Angeles Kings i NHL-draften 2006.
Han skrev NHL-kontrakt med Los Angeles Kings, 2007 och spelade för deras farmarlag, AHL-laget Manchester Monarchs och ECHL-laget Reading Royals sin första säsong, 2008/2009. I Manchester Monarchs gjorde han 42 matcher och 9 poäng (1+8) och hade 27 utvisningsminuter, och i Reading Royals gjorde han 20 matcher och 18 poäng (1+8) och hade 18 utvisningsminuter.
Den 1 juli 2008 blev Hersley bortbytt från Los Angeles Kings till Philadelphia Flyers, tillsammans med Ned Lukacevic, i utbyte mot Denis Gauthier och ett andraval i NHL-draften 2010.
Hans andra säsong i Nordamerika spelade Hersley endast 5 matcher i Philadelphia Flyers farmarlag Philadelphia Phantoms och 15 matcher i Reading Royals på grund av en axelskada.
Inför säsongen 2009/2010 beslutade sig Hersley för att bryta kontraktet och flytta hem till Malmö. Han skrev ett ettårskontrakt med Malmö Redhawks. Han spelade 48 matcher och gjorde 31 poäng (16+15) och hade 71 utvisningsminuter. Han vann skytteligan för backar med sina 16 mål. 
Den 23 september 2009 blev rättigheterna för Hersley bortbytta till Nashville Predators, mot framtida ersättningar.
2010 skrev han ytterligare ett ettårskontrakt med Malmö Redhawks.
2011 spelade han för MODO i elitserien, varefter han under en kort period lånades ut till Sundsvall hockey och därefter bytte Hersley till Leksands IF.
Den 8 februari 2014 gjorde Hersley sitt 22:a mål för säsongen och slog därmed rekordet för flest gjorda mål av en back i en grundserie i SHL (tidigare under namnet Elitserien). Det tidigare rekordet hade Jan Huokko, som gjorde 21 mål säsongen 1998/1999. Hersley stannade på 24 mål och vann Salming Trophy som bästa back utanför NHL säsongen 2013/2014.

### Fotnoter
1. ↑  Andreas Björkman, Viasat Sport (9 december 2013). ”Här är truppen till Channel One Cup”. Arkiverad från originalet den 6 januari 2014. https://web.archive.org/web/20140106170748/http://www.viasatsport.se/os/senaste-nytt/har-ar-truppen-till-channel-one-cup/. Läst 6 januari 2014.
2. ↑  Bergh, Martin (8 februari 2014). ”Resultat: Dramatik från de tidiga matcherna”. shl.se. SHL. http://shl.se/artikel/48470/. Läst 13 februari 2014.
3. ↑  ”Hersley utsedd till bäste back i SHL”. Tidningarnas Telegrambyrå. Sveriges Television. 25 mars 2014. http://www.svt.se/sport/ishockey/hersley-utsedd-till-baste-back-i-shl. Läst 16 juni 2014.